# Tenman-gū
Tenman-gū (天満宮?) es un santuario sintoísta consagrado a Sugawara no Michizane como Tenjin, deidad de los eruditos,escritores y sabios, pero también del rayo. Existen alrededor de 14.000 santuarios de este tipo en Japón. Entre los más conocidos se incluyen: 

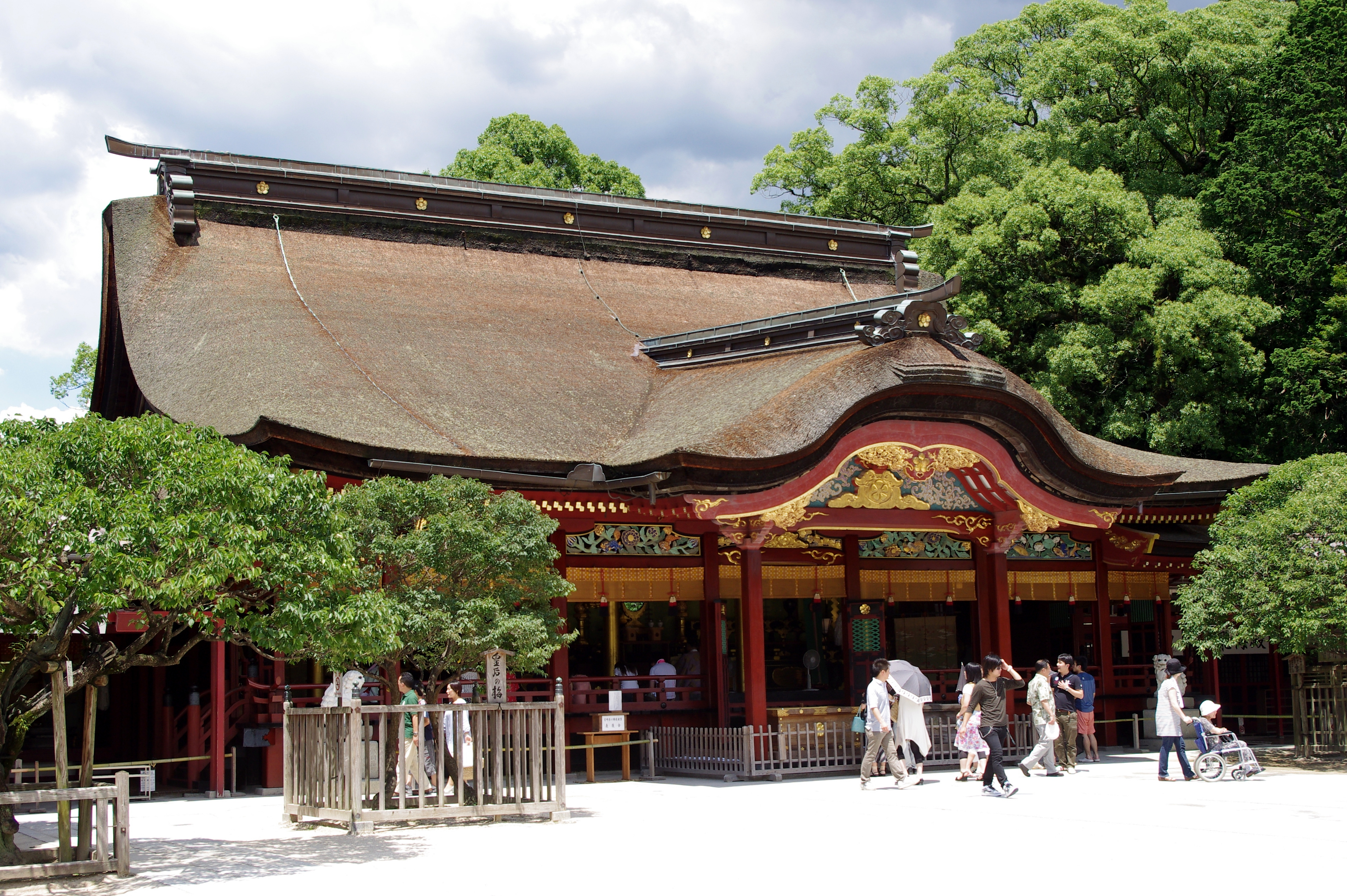
Dazaifu Tenman-gū, uno de los santuarios principales del tipo Tenman-gū.

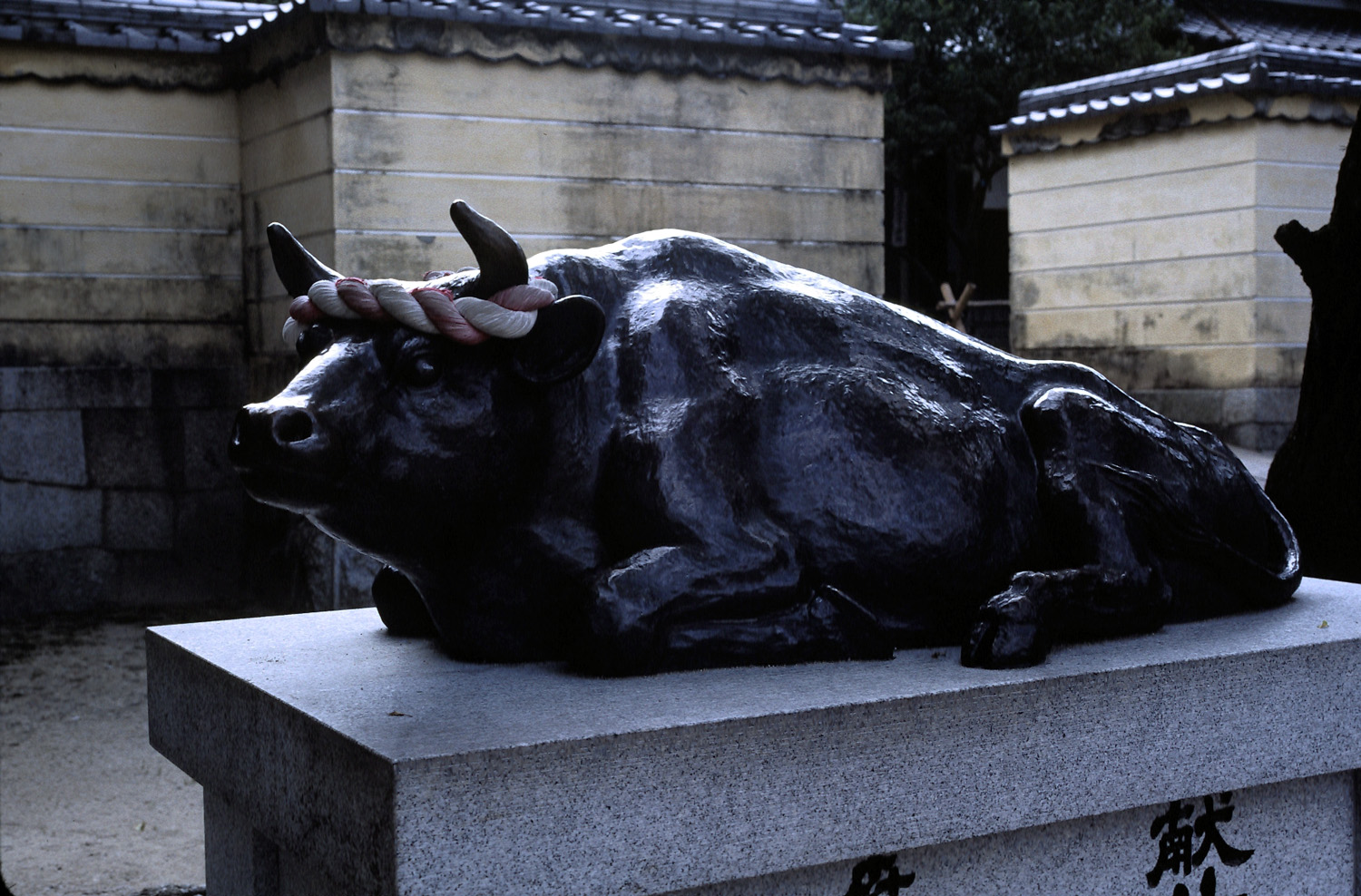
Símbolo del Tenman-gū, estatua de un buey recostado. (Dazaifu Tenman-gū).

- Dazaifu Tenman-gū (Dazaifu (Fukuoka)) -- Una de las Sōhonsha (capillas principales) del Tenman-gū
- Kitano Tenman-gū (Kamigyo (Kioto)) -- Otra Sōhonsha del Tenman-gū
- Nagaoka Tenman-gū (Nagaokakyo (Kioto))
- Misode Tenman-gū (Onomichi)
- Ōsaka Tenman-gū (Kita-ku (Osaka))
- Hōfu Tenman-gū (Hōfu)
- Yabo Tenman-gū (Kunitachi (Tokio))
- Yamada Tenman-gū (Nagoya)
- Yushima Tenman-gū (Bunkyō (Tokio))
- Kameido Tenjin Shrine (Kōtō (Tokio))